# Bayreuthské knížectví
Bayreuthské knížectví (německy Fürstentum Bayreuth) neboli Braniborsko-bayreuthské markrabství (německy Markgraftum Brandenburg-Bayreuth) byl stát Svaté říše římské jako její bezprostředního území. Vládla zde franská větev dynastie Hohenzollernů. Knížectví, ačkoli nebylo nikdy oficiálně titulováno markrabstvím, nijak nebránilo Hohenzollernům, aby převedli markraběcí titul pro své franské državy, k čemuž si vypomohli skutečností, že norimberský purkrabí Fridrich VI. se stal v roce 1415 braniborským markrabětem. 

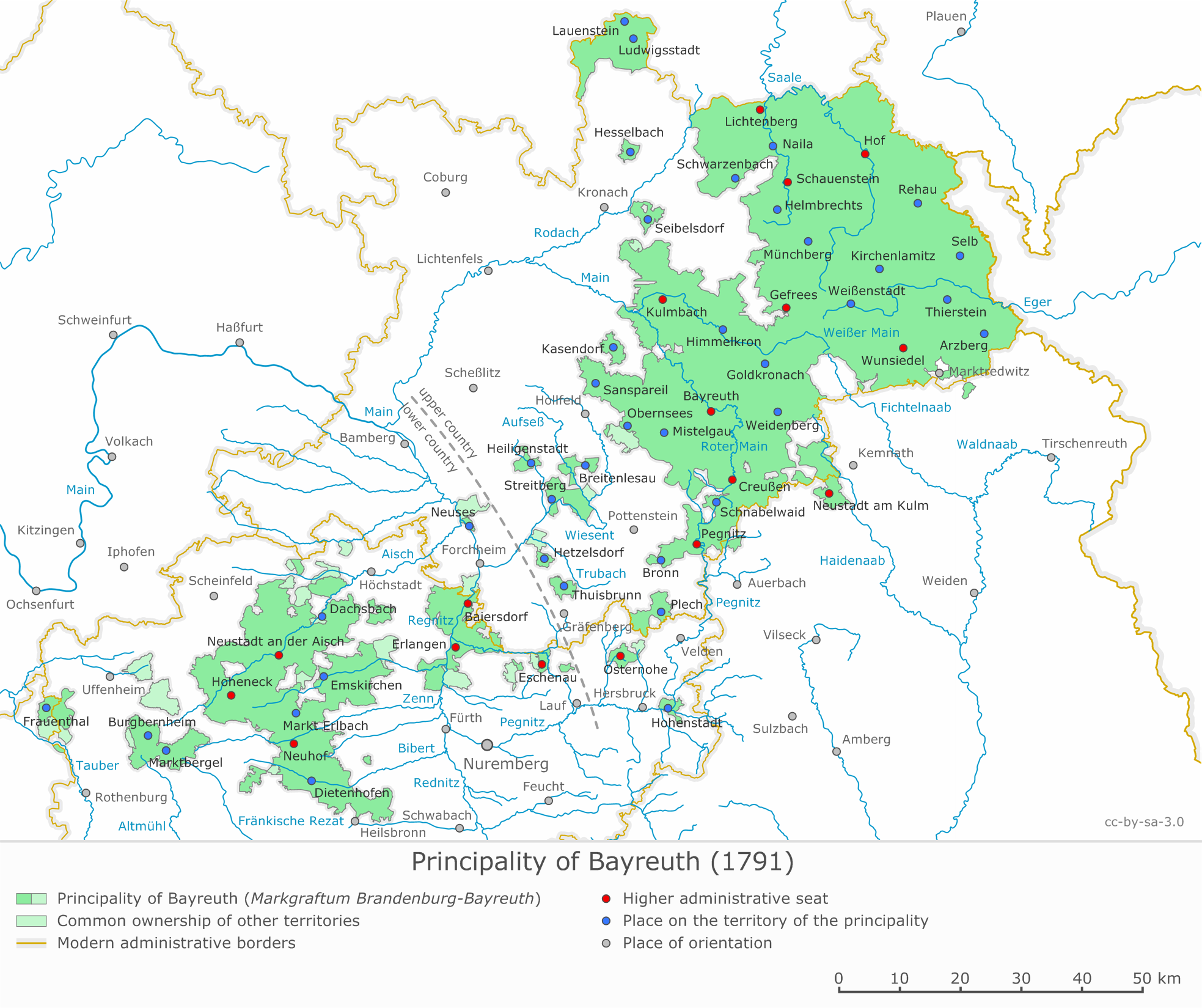
Braniborsko-kulmbašské markrabství v roce 1791

Hohenzollernové užívali jako své sídlo do roku 1604 zámek Plassenburg v Kulmbachu, čímž začal být stát oficiálně nazýván Kulmbašským knížectvím a současně Braniborsko-kulmbašským markrabstvím.
V roce 1791 bylo spolu s Braniborsko-ansbašským markrabstvím prodáno bezdětným Kristiánem Alexandrem pruskému králi Fridrichu Vilémovi II., přednímu Hohenzollernovi a příbuznému, čímž jako svébytné říšské knížectví zaniklo a dále existovalo jen formálně v podobě jednoho z mnoha pruských území. Faktický konec země definitivně stvrdil až zánik Svaté říše římské v roce 1806.